# Dante Cunningham
Pour les articles homonymes, voir Cunningham.
Dante Cunningham (né le 22 avril 1987 à Clinton, Maryland) est un joueur américain de basket-ball évoluant en NBA aux postes d'ailier et d'ailier fort.

## Biographie

### Carrière junior

#### Au lycée
Dante Cunningham va au lycée à St. John College à Washington D.C.

#### À l'université
En 2005, il rejoint l'université Villanova et joue avec les Wildcats de Villanova jusqu'en 2009. À l'issue de la saison 2008-2009, il est élu Big East Conference Most Improved Player.
Il joue le final four avec son université pour la première fois depuis 1985.

### Carrière professionnelle

#### Trail Blazers de Portland (2009-février 2011)
Le 25 juin 2009, Dante Cunningham est drafté en 2009 en 33e position par les Trail Blazers de Portland.
Il participe à la NBA Summer League 2009 avec les Blazers. Le 21 août 2009, il signe son contrat rookie avec la franchise de l'Oregon,. Il est dans le roster des Blazers pour la Summer League 2010 à Las Vegas.

#### Bobcats de Charlotte (février 2011-2011)
Le 24 février 2011, il est envoyé aux Bobcats de Charlotte avec Joel Przybilla, Sean Marks et deux futurs premier tour de draft contre Gerald Wallace.

#### Grizzlies de Memphis (2011-2012)
Le 23 décembre 2011, il signe un contrat aux Grizzlies de Memphis.

#### Timberwolves du Minnesota (2012-2014)
Le 24 juillet 2012, il est transféré aux Timberwolves du Minnesota contre Wayne Ellington.
Le 28 juin 2013, les Timberwolves exercent leur option d'équipe sur le contrat de Cunningham et le conservent pour la saison 2013-2014.
Le 1er juillet 2014, Cunningham devient agent libre.

#### Pelicans de La Nouvelle-Orléans (2014-février 2018)
Le 4 décembre 2014, Cunningham signe un contrat avec les Pelicans de La Nouvelle-Orléans.
Le 1er juillet 2015, Cunningham devient agent libre.
Le 9 juillet 2015, il signe un nouveau contrat de neuf millions de dollars sur trois ans avec les Pelicans.
Le 1er juillet 2017, Cunningham devient agent libre.
Le 24 septembre 2017, il signe un nouveau contrat avec les Pelicans.

#### Nets de Brooklyn (fév. 2018-juin 2018)
Le 8 février 2018, il est transféré aux Nets de Brooklyn en échange de Rashad Vaughn.
Le 1er juillet 2018, Cunningham devient agent libre.

#### Spurs de San Antonio (2018-2019)
Le 19 juillet 2018, il signe un contrat avec les Spurs de San Antonio.
Le 1er juillet 2019, Cunningham devient agent libre.

#### Fujian Sturgeons (2019-2020)
En décembre 2019, il rejoint le championnat chinois et l'équipe des Fujian Sturgeons.

#### Le Mans Sarthe Basket (2021-2022)
En août 2021, Cunningham rejoint Le Mans Sarthe Basket, club français de première division.

## Clubs successifs
- 2009-2011 :  Trail Blazers de Portland
- février 2011-juin 2011 :  Bobcats de Charlotte
- 2011-2012 :  Grizzlies de Memphis
- 2012-2014 :  Timberwolves du Minnesota
- 2014-2018 :  Pelicans de La Nouvelle-Orléans
- février 2018-juin 2018 :  Nets de Brooklyn
- 2018-2019 :  Spurs de San Antonio
- 2019-2020 :  Fujian Sturgeons
- 2021-2022 :  Le Mans SB

## Statistiques

### Universitaires
| Saison    | Équipe    | Matchs | Titul. | Min./m | % Tir | % 3pts | % LF | Rbds/m. | Pass/m. | Int/m. | Ctr/m. | Pts/m. |
| --------- | --------- | ------ | ------ | ------ | ----- | ------ | ---- | ------- | ------- | ------ | ------ | ------ |
| 2005-2006 | Villanova | 33     | 5      | 19,1   | 46,8  | 0,0    | 38,2 | 3,97    | 0,76    | 0,82   | 0,58   | 2,15   |
| 2006-2007 | Villanova | 33     | 27     | 27,3   | 51,3  | 100,0  | 77,9 | 5,36    | 0,73    | 1,39   | 0,61   | 8,70   |
| 2007-2008 | Villanova | 34     | 34     | 29,9   | 53,8  | 0,0    | 69,9 | 6,32    | 1,06    | 1,29   | 0,85   | 10,32  |
| 2008-2009 | Villanova | 38     | 38     | 31,5   | 52,5  | 0,0    | 69,7 | 7,45    | 1,24    | 1,24   | 1,24   | 16,11  |
| Total     |           | 138    | 104    | 27,1   | 52,2  | 33,3   | 69,4 | 5,84    | 0,96    | 1,19   | 0,83   | 9,57   |

### Professionnelles

#### Saison régulière
Légende :
gras = ses meilleures performances
| Saison     | Équipe              | Matchs | Titul. | Min./m | % Tir | % 3pts | % LF | Rbds/m. | Pass/m. | Int/m. | Ctr/m. | Pts/m. |
| ---------- | ------------------- | ------ | ------ | ------ | ----- | ------ | ---- | ------- | ------- | ------ | ------ | ------ |
| 2009-2010  | Portland            | 63     | 2      | 11,2   | 49,5  | 0,0    | 64,6 | 2,54    | 0,22    | 0,38   | 0,35   | 3,86   |
| 2010-2011  | Portland            | 56     | 9      | 19,8   | 43,3  | 0,0    | 71,1 | 3,38    | 0,54    | 0,70   | 0,57   | 5,07   |
| 2010-2011  | Charlotte           | 22     | 9      | 24,1   | 50,8  | 11,1   | 76,5 | 4,00    | 0,59    | 0,68   | 0,50   | 9,00   |
| 2011-2012* | Memphis             | 64     | 5      | 17,6   | 51,6  | 0,0    | 65,2 | 3,84    | 0,58    | 0,66   | 0,53   | 5,20   |
| 2012-2013  | Minnesota           | 80     | 9      | 25,1   | 46,8  | 0,0    | 65,0 | 5,10    | 0,82    | 1,05   | 0,47   | 8,69   |
| 2013-2014  | Minnesota           | 81     | 7      | 20,2   | 46,4  | 0,0    | 56,7 | 4,07    | 1,02    | 0,77   | 0,72   | 6,30   |
| 2014-2015  | La Nouvelle-Orléans | 66     | 27     | 25,0   | 45,7  | 10,0   | 61,7 | 3,88    | 0,76    | 0,70   | 0,56   | 5,15   |
| 2015-2016  | La Nouvelle-Orléans | 80     | 46     | 24,6   | 45,1  | 31,6   | 69,5 | 2,95    | 0,96    | 0,53   | 0,41   | 6,05   |
| 2016-2017  | La Nouvelle-Orléans | 42     | 27     | 25,1   | 43,3  | 38,5   | 57,1 | 4,19    | 0,69    | 0,52   | 0,52   | 6,21   |
| 2017-2018  | La Nouvelle-Orléans | 51     | 24     | 21,9   | 44,0  | 32,4   | 55,6 | 3,78    | 0,51    | 0,53   | 0,31   | 4,96   |
| 2017-2018  | Brooklyn            | 22     | 1      | 20,3   | 46,8  | 38,3   | 68,8 | 4,77    | 1,00    | 0,55   | 0,64   | 7,45   |
| 2018-2019  | San Antonio         | 64     | 21     | 14,5   | 47,5  | 46,2   | 77,8 | 2,94    | 0,78    | 0,42   | 0,20   | 3,03   |
| Total      |                     | 715    | 195    | 20,8   | 46,9  | 34,5   | 64,9 | 3,74    | 0,71    | 0,64   | 0,47   | 5,78   |

Note: * Cette saison a été réduite de 82 à 66 matchs en raison du Lock out.

Dernière modification le 12 mars 2020

#### Playoffs
| Saison | Équipe              | Matchs | Titul. | Min./m | % Tir | % 3pts | % LF  | Rbds/m. | Pass/m. | Int/m. | Ctr/m. | Pts/m. |
| ------ | ------------------- | ------ | ------ | ------ | ----- | ------ | ----- | ------- | ------- | ------ | ------ | ------ |
| 2010   | Portland            | 5      | 0      | 8,4    | 60,0  | 0,0    | 83,3  | 2,60    | 0,00    | 1,00   | 0,00   | 4,60   |
| 2012   | Memphis             | 7      | 0      | 7,0    | 36,4  | 0,0    | 0,0   | 1,57    | 0,0     | 0,14   | 0,29   | 1,14   |
| 2015   | La Nouvelle-Orléans | 4      | 0      | 18,8   | 81,8  | 0,0    | 100,0 | 4,50    | 0,50    | 0,75   | 1,00   | 5,25   |
| 2019   | San Antonio         | 5      | 0      | 2,6    | 66,7  | 100,0  | 0,0   | 1,20    | 0,00    | 0,00   | 0,00   | 1,20   |
| Total  |                     | 21     | 0      | 8,5    | 60,0  | 66,7   | 88,9  | 2,29    | 0,10    | 0,43   | 0,29   | 2,76   |

Dernière mise à jour le 20 juin 2019

## Records personnels sur une rencontre de NBA
Les records personnels de Dante Cunningham, officiellement recensés par la NBA sont les suivants :
| Type de statistique        | Saison régulière | Saison régulière                           | Saison régulière           | Playoffs | Playoffs                 | Playoffs      |
| Type de statistique        | Record           | Adversaire                                 | Date                       | Record   | Adversaire               | Date          |
| -------------------------- | ---------------- | ------------------------------------------ | -------------------------- | -------- | ------------------------ | ------------- |
| Points                     | 23               | Trail Blazers de Portland                  | 4 février 2013             | 11       | @ Suns de Phoenix        | 26 avril 2010 |
| Paniers marqués            | 11               | Trail Blazers de Portland                  | 4 février 2013             | 4        | Warriors de Golden State | 25 avril 2015 |
| Paniers tentés             | 20               | Magic d'Orlando                            | 6 avril 2011               | 5        | 3 fois                   |               |
| Paniers à 3 points réussis | 4                | 5 fois                                     |                            |          |                          |               |
| Paniers à 3 points tentés  | 7                | 5 fois                                     |                            | 1        | @ Suns de Phoenix        | 26 avril 2010 |
| Lancers francs réussis     | 6                | Rockets de Houston Clippers de Los Angeles | 11 avril 2014 20 mars 2016 | 5        | @ Suns de Phoenix        | 26 avril 2010 |
| Lancers francs tentés      | 10               | Rockets de Houston                         | 11 avril 2014              | 6        | @ Suns de Phoenix        | 26 avril 2010 |
| Rebonds offensifs          | 8                | @ Timberwolves du Minnesota                | 14 février 2011            | 3        | Suns de Phoenix          | 29 avril 2010 |
| Rebonds défensifs          | 10               | 4 fois                                     |                            | 6        | Warriors de Golden State | 25 avril 2015 |
| Rebonds totaux             | 14               | Timberwolves du Minnesota                  | 27 mars 2012               | 8        | Warriors de Golden State | 25 avril 2015 |
| Passes décisives           | 6                | Bobcats de Charlotte                       | 10 janvier 2014            | 2        | Warriors de Golden State | 25 avril 2015 |
| Interceptions              | 5                | Celtics de Boston                          | 16 novembre 2013           | 2        | 3 fois                   |               |
| Contres                    | 5                | Jazz de l'Utah                             | 9 février 2015             | 2        | Warriors de Golden State | 23 avril 2015 |
| Balles perdues             | 4                | @ Nuggets de Denver Heat de Miami          | 2 février 2011 4 mars 2013 | 3        | @ Suns de Phoenix        | 26 avril 2010 |
| Minutes jouées             | 46               | @ Grizzlies de Memphis                     | 11 mars 2016               | 26       | Warriors de Golden State | 25 avril 2015 |

- Double-double : 12 (au 29/03/2018)
- Triple-double : aucun.